# جائزة إسبانيا الكبرى 2002
جائزة إسبانيا الكبرى 2002 (بالإنجليزية: 2002 Spanish Grand Prix)‏ هو سباق فورمولا 1 أقيم بتاريخ 28 أبريل 2002 في حلبة دي كاتلونيا، برشلونة، إسبانيا. كان الخامس من أصل 17 في بطولة العالم لسباقات الفورمولا واحد موسم 2002. حلّ الألماني مايكل شوماخر أولا بينما جاء الكولومبي خوان بابلو مونتويا في المركز الثاني وحصل على المركز الثالث البريطاني ديفيد كولتهارد.